# An Khánh, Châu Thành (Đồng Tháp)
An Khánh là một xã cũ thuộc huyện Châu Thành, tỉnh Đồng Tháp, Việt Nam.
Xã An Khánh có diện tích 31,15 km², dân số năm 1999 là 13.662 người, mật độ dân số đạt 439 người/km².